# Choctaw Stadium
Das Choctaw Stadium ist ein ehemaliges Baseball-Stadion in Arlington im US-Bundesstaat Texas, das mittlerweile zum American-Football-Stadion umgebaut wurde. Es liegt zwischen den Großstädten Dallas und Fort Worth. Das Stadion wurde von 1992 bis 1994 erbaut und löste das nahe gelegene Arlington Stadium aus dem Jahr 1965 als Heimspielstätte des MLB-Teams der Texas Rangers ab. Zusätzlich ist dort das Legends of the Game Baseball Museum untergebracht. Am 29. September 2019 bestritten die Texas Rangers vor mit 44.144 Zuschauern ausverkauftem Haus gegen die New York Yankees (6:1) ihr letztes Spiel im Globe Life Park. Insgesamt besuchten über die Jahre 66.744.029 Zuschauer das Stadion. Das neugegründete Team der Dallas Renegades der American-Football-Liga XFL, Nachfolger der XFL von 2001, ist seit 2020 der neue Nutzer des Choctaw Stadium. Die Spielstätte wurde hierfür den Anforderungen für den Football angepasst und umgebaut.

## Geschichte

### Name
Bis Mai 2004 war es unter dem Namen The Ballpark in Arlington bekannt. Von Mai 2004 bis März 2007 hatte die Firma Ameriquest den Sponsornamen inne, weshalb es in dieser Zeit Ameriquest Field in Arlington hieß. Aber trotz des geänderten Namens nannten die meisten Fans die Anlage Stadion weiterhin einfach nur „The Ballpark“ oder „The Temple“. Vor der Saison 2014 wurde die Versicherungsgruppe Globe Life and Accident Insurance Company der Namensgeber des Stadions, das dann offiziell "Globe Life Park in Arlington" hieß.
Im August 2021 wurde das Unternehmen Choctaw Casinos & Resorts, eine Kette von Casinos und Hotels, Namensgeber der ehermaligen Heimat der Texas Rangers.

### Neubau
Auf einer Pressekonferenz gaben die Texas Rangers im Mai 2016 bekannt, dass man ein neues Stadion mit schließbarem Dach plane. Die Kosten für den Bau sollen sich auf 950 Mio. Euro belaufen, die sich die Rangers und die Gemeinde Arlington teilen. Das Choctaw Stadium wird teilweise erhalten bleiben und in einen Entertainment-Komplex mit Restaurants, Einzelhandelsgeschäften und Büroflächen umgewandelt. Die Bauarbeiten begannen im Jahr 2017 und wurde zur Saison 2020 abgeschlossen.